# Evropejci
Evropejci so prebivalci Evrope, pod katero se običajno štejejo naslednje države: Albanija, Andora, Avstrija, Belgija, Belorusija, Bolgarija, Bosna in Hercegovina, Ciper, Češka, Danska, Estonija, Finska, Francija, Grčija, Hrvaška, Irska, Islandija, Italija, Latvija, Lihtenštajn, Litva, Luksemburg, Madžarska, Makedonija, Malta, Moldavija, Monako, Nemčija, Nizozemska, Norveška, Poljska, Portugalska, Romunija, Rusija, San Marino, Slovaška, Slovenija, Srbija in Črna gora, Španija, Švedska, Švica, Turčija, Ukrajina, Vatikan in Združeno kraljestvo,
V Evropi živi 700.990.000 ljudi, od katerih je 456.953.258 prebivalcev Evropske unije.